# Juan Bautista Massa
Juan Bautista Massa (n. Buenos Aires; 1885 – f. Rosario; 7 de marzo de 1938)
fue un compositor clásico, director de orquesta, tanguero y músico argentino.

## Obras
Estudió en Buenos Aires y Rosario con maestros italianos de música.
Sus obras muestran una fuerte influencia verdiana.

### Obras clásicas
Compuso ballets, comedias musicales, obras orquestales, obras camerísticas, operetas, óperas y zarzuelas.
- L'evaso (ópera), 1922
- Tucumán (ópera), 1922
- El ruiseñor y la rosa (ópera), 1926. Basada en el cuento de Oscar Wilde. Se estrenó en 1926 en el Teatro Colón de Buenos Aires.
- Zoraida (ópera), 1929
- La Magdalena (ópera bíblica en cuatro actos), con libreto de Ernesto Trucchi y traducción de Félix Etcheverry, estrenada en el Teatro Colón el 9 de noviembre de 1929.[2]
- El cometa (ballet de gauchos gitanos, en dos cuadros e intermedio), argumento de Emilio Ortiz Grognet, se estrenó en el Teatro Colón el 8 de noviembre de 1932; Massa dirigió la orquesta.
- La muerte del inca (poema sinfónico)
- Tres canciones indígenas (Editorial Ricardi, 35 páginas).[3]

### Tangos
En los años veinte compuso la música de varios tangos:
- Don Luis.
- El estilo no paga patente.
- El matambre (fue considerado un «tango procaz» debido a su título y letra).

## Trabajos
Fue docente de música en
- la Escuela Normal de Maestros n.º 3
- la Escuela del Profesorado n.º 1 «Nicolás Avellaneda»
- el Colegio Nacional n.º 2

En Rosario (provincia de Santa Fe) fundó y dirigió varias organizaciones musicales.
- Director de la Asociación Coral Argentina (de Rosario).
- Miembro de Jurados de Música en el Teatro Colón de Buenos Aires.
- Miembro de Jurados de Música (de la municipalidad de Buenos Aires) y
- Miembro comprometido en estudios en la Nación Argentina (por decreto del Poder Ejecutivo Nacional).
- Miembro de la Sociedad Nacional de Música.
- Miembro de la Comisión Provincial de Bellas Artes (de la provincia de Santa Fe)

## Escuela Municipal de Música Juan Bautista Massa
En Rosario, la escuela municipal de música de Rosario (en bulevar Oroño 1540) lleva su nombre.
Allí funcionan talleres de iniciación musical para aprendizaje de guitarra, piano y violín.
Se dicta el profesorado de Educación Musical (de tres años) y cursos de capacitación instrumental (de 5 años).

### Biografía homenaje
En 1933, los alumnos y exalumnos de la escuela editaron el libro Juan Bautista Massa, juicios críticos, de 221 páginas con artículos periodísticos acerca del estreno de sus obras, y cartas de los establecimientos educativos rosarinos de los que Massa fue profesor, reconociendo sus méritos.

## Medallón
El 22 de noviembre de 1958 se inauguró en la Biblioteca Argentina Dr. Juan Álvarez (en calle Presidente Roca 731, en Rosario) un medallón con el retrato de Juan Bautista Massa, realizado por el escultor Erminio Blotta.